# 妙見島

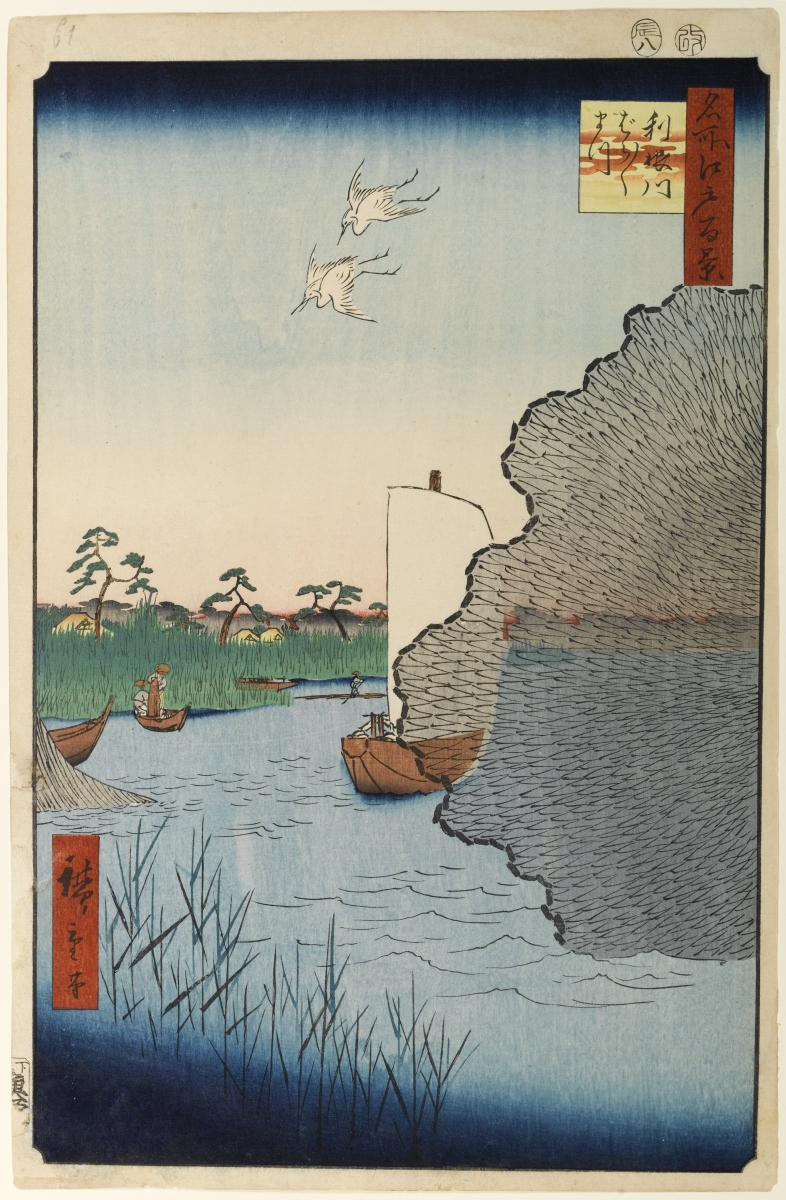
歌川広重 名所江戸百景「利根川ばらばらまつ」。「利根川」は現在の江戸川（旧江戸川）を指す。この絵は 『名所江戸百景』の中で唯一、場所が特定できないことで有名だが、妙見島付近から上流方面を望んだ構図というのが有力な説になっている。

妙見島（みょうけんじま）は旧江戸川の島（中州）。南北の幅は約700メートル、東西の幅は約200メートル。東京都江戸川区東葛西3丁目の一部で、すぐ東側の旧江戸川の水面を都県境が通る。
東京23区内に於いて唯一の自然島とされるが、異論もある。

## 概要
島の周囲は1979年（昭和54年）以降、すべて壁のようにコンクリート護岸で囲まれて軍艦のような外観になっている。護岸工事が行われるまでは「流れる島」として知られ、川の流れで北端が削られて南端に土砂が堆積して徐々に下流へと移動していた。明治初期の地図上では、島は現在の位置よりも約80メートル上流にあった。
現況は産業廃棄物業者の工場やマリーナなどが十数軒建ち並び、社員寮などで暮らす数十人が生活する。北部に妙見神社がある。浦安橋から島に降りることができる。
葛西橋通りを往来する車両は、「ただの工場地帯」として通過するばかりで、島であることに気付く人は少ない。島民はいるが、人の気配はほとんどなく、トラックとネコの多い島である。

## 歴史
最古の記録は南北朝時代の1362年（貞治元年）。島に妙見堂が建立されたという記録がある。近辺の猫実も1417年（応永24年）頃には陸地化していたとされる。14世紀後半のパリア海退などにより、河口の陸地化が進んだものと思われる。
下総国の国府を流れる太日川の河口であり、交通の要所だった。付近には長島高城があったという説がある。長島には長島湊があり、国府の外港の1つとして栄えた。また長島には1372年（文中元年/応安5年）に、香取神宮の河関（灯油料所）があったことが知られている。
江戸時代は下総国欠真間村の飛び地であった。島の北は行徳船の航路になっており、江戸の庶民にとってなじみ深い地域だった。曲亭馬琴『南総里見八犬伝』の舞台としても登場する。また、江戸時代の景観図では島内に松林が確認できる。
1895年（明治28年）、千葉県から東京都に編入。明治時代後半より工場が建ち始め、第一次世界大戦後の昭和初期には工業地帯化した。昭和中期にかけては漁業も盛んな地域で、島内に海苔製造場や貝の加工工場も営業していたが、1960年代には水質汚染で漁ができなくなった。1940年（昭和15年）には浦安橋が開通している。
2011年10月14日放送のテレビ朝日系列『タモリ倶楽部』にて妙見島が取り上げられ、島内にある業務用マーガリンを主に生産する「月島食品工業東京工場」、妙見島の名前の由来ともなったとも言われる「妙見神社」、都内でも最大の会員制マリンクラブである「ニューポート江戸川」などが紹介された。

## 島名の由来
妙見とは千葉氏の守護神である妙見菩薩のこと。妙見信仰は千葉氏が信仰していた日蓮宗とも密接に関わる。日蓮宗は中山法華経寺を中心に布教が行われていた。妙見堂の建立は千葉氏が葛西地区へ進出する足がかりだったという説もある。
なお初代の妙見堂は東一之江村（現・江戸川区一之江）の妙覚寺に移されているが現存せず、昭和期に再建されたものが残る（妙覚寺#妙見堂）。